# Coupe Bailing
La Coupe Bailing est une compétition internationale de jeu de go.

## Organisation
La Coupe Bailing est organisée depuis 2012 et a lieu une fois tous les deux ans. Elle est sponsorisée par Guizhou Bailing pharmaceutical group.
Le tournoi principal est constitué de 64 joueurs, soit qualifiés d'offices soit issus des éliminatoires. Il est à élimination directe jusqu'en demi-finale, qui se joue en deux parties gagnantes. La finale se joue en trois parties gagnantes.
Le prix pour le vainqueur est de 1 800 000 元, environ 230 000 € en 2017.

## Résultats
| Édition | Année | Vainqueur    | Score | Finaliste   |
| ------- | ----- | ------------ | ----- | ----------- |
| 1       | 2012  | Zhou Ruiyang | 3–0   | Chen Yaoye  |
| 2       | 2014  | Ke Jie       | 3–2   | Qiu Jun     |
| 3       | 2016  | Chen Yaoye   | 3–1   | Ke Jie      |
| 4       | 2018  | Ke Jie       | 2–0   | Shin Jinseo |